# Lăutar (chanson)
Pour les articles homonymes, voir Lăutari (homonymie).

Lăutar est la chanson de l'artiste moldave Pasha Parfeny qui représente la Moldavie au Concours Eurovision de la chanson 2012 à Bakou, en Azerbaïdjan. Son titre désigne les Lăutari, musiciens traditionnels moldaves.

## Eurovision 2012
La chanson est sélectionnée le 11 mars 2012 lors d'une finale nationale.
Elle participe à la première demi-finale du Concours Eurovision de la chanson 2012, le 22 mai 2012.